# NGC 3925
NGC 3925 (również PGC 37078) – galaktyka spiralna (Sb), znajdująca się w gwiazdozbiorze Lwa. Odkrył ją Heinrich Louis d’Arrest 19 lutego 1863 roku.